# Men, Women, and Money

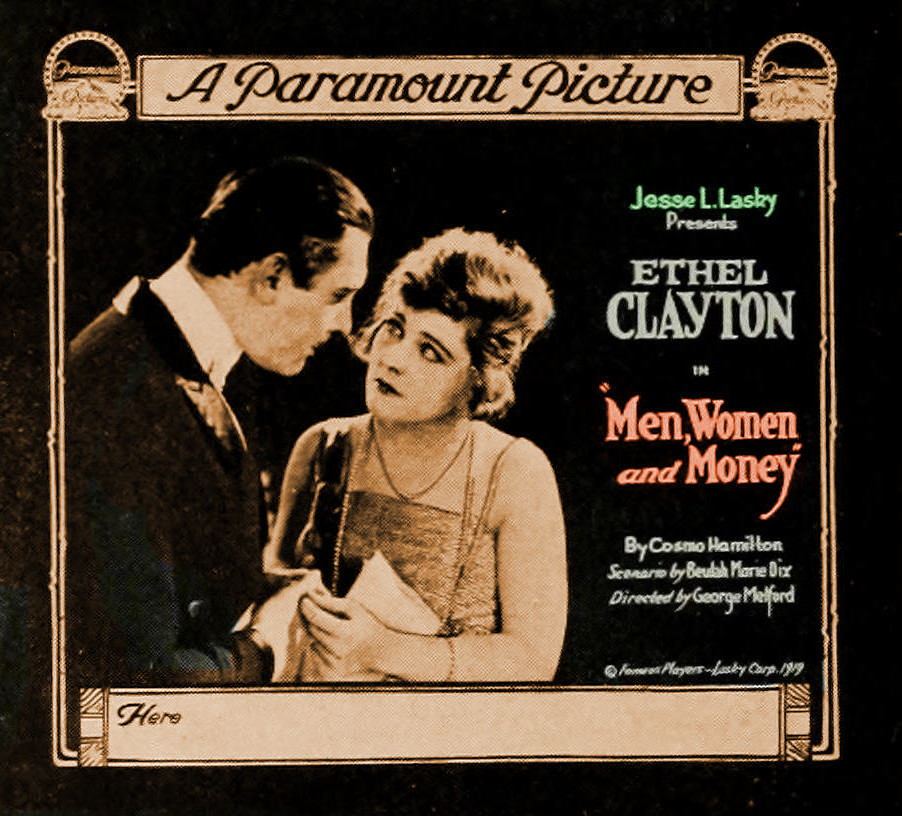
Annonce pour le film.

Men Women and Money est un film réalisé par George Melford, sorti en 1919.

## Synopsis
Les parents de la jeune Marcel Middleton, Parker et Sara, originaires d'une petite ville, se sacrifient pour l'envoyer dans un lycée chic. Lorsque son amie, Noel Parkton, l'invite à New York, Parker hypothèque leur maison pour qu'elle puisse s'acheter des vêtements coûteux. Cependant, l'amant de Noel fait des avances à Marcel, ce qui l'oblige à partir. Marcel vit chez sa tante après la mort de ses parents dans un accident de voiture. Après avoir été traitée comme une domestique non rémunérée, elle revient à New York avec un héritage de 2 000 dollars. Elle perd bientôt son argent au bridge, mais le millionnaire cynique Cleveland Buchanan propose de payer ses dettes. Marcel refuse avec indignation, préférant travailler comme mannequin et vivre avec Katie et son frère invalide.

## Fiche technique
- Réalisation : George Melford
- Scénario : Beulah Marie Dix, d'après une histoire courte de Cosmo Hamilton
- Photographie : Paul P. Perry
- Production : Famous Players–Lasky Corporation
- Distributeur : Paramount Pictures
- Genre : Drame[1]
- Pays de production :  États-Unis
- Durée : 50 minutes
- Date de sortie : 15 juin 1919

## Distribution

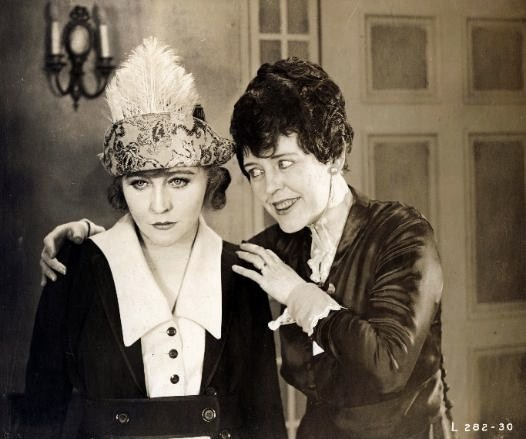
Ethel Clayton et Mayme Kelso dans une scène du film.

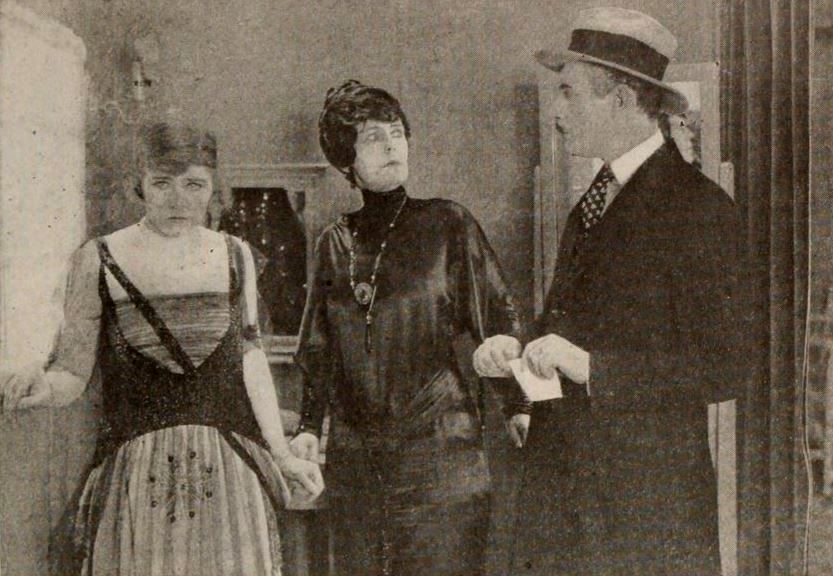
Ethel Clayton, Mayme Kelso et Lew Cody dans une scène du film.

- Ethel Clayton : Marcel Middleton
- James Neill : Parker Middleton
- Jane Wolfe : Sara Middleton
- Lew Cody : Cleveland Buchanan
- Sylvia Ashton : Aunt Hannah
- Irving Cummings : Julian Chadwick
- Winifred Greenwood : Noel Parkton
- Edna Mae Cooper : Miss Cote
- Leslie Stuart : Toto
- Mayme Kelso : Madame Ribout
- Lillian Leighton : Mrs. Weeks
- Lallah Rookh Hart : Miss Dunston
- Zasu Pitts : Katie Jones
- Fay Holderness : Mrs. Parkton
- Helen Dunbar : Mrs. Channing
- Charles Ogle : Dr. Malcolm Lloyd